# Championnat de Belgique de football 1919-1920
Navigation
Saison précédente Saison suivante
Le championnat de Belgique de football 1919-1920 est la vingtième saison du championnat de première division belge. Son nom officiel est « Division d'Honneur ».
Après l'arrêt des compétitions pendant cinq ans, l'UBSFA décide de reprendre le championnat à l'automne 1919. Tous les clubs ayant perdu des joueurs, des entraîneurs ou des dirigeants, il est décidé de laisser une saison « de transition » aux équipes engagées et de geler les séries nationales. Celles-ci sont recomposées en fonction des résultats entérinés en juin 1914.
Comme avant la guerre, le titre est disputé entre les deux rivaux bruxellois de l'Union et du Daring, avec le FC Brugeois en embuscade. Après avoir obtenu plusieurs places d'honneur durant la première décennie du siècle, le club de la Venise du Nord décroche enfin son premier sacre grâce à une succession de victoires dans ses derniers matches. Il devient le sixième champion de Belgique différent et le second de la ville de Bruges.
En bas de classement, le Racing CB, dernier club fondateur du championnat à avoir joué toutes les saisons de l'Histoire au plus haut niveau, termine la saison à la dernière place. Il n'est cependant pas relégué grâce au sursis octroyé par le gel des séries.

## Clubs participants
Douze clubs prennent part à la compétition, autant que lors de l'édition précédente. Ceux dont le matricule est mis en gras existent toujours aujourd'hui.
| #  | Nom                                       | Mat. | Ville      | Terrain                                          | En D1 depuis (série) | Total en D1 | Saison précédente |
| -- | ----------------------------------------- | ---- | ---------- | ------------------------------------------------ | -------------------- | ----------- | ----------------- |
| 1  | Antwerp Football Club                     | 1    | Anvers     | Broodstraat                                      | 1901-1902 (14e)      | 19e         | 9e                |
| 2  | Beerschot Athletic Club                   | 13   | Anvers     | Kiel                                             | 1907-1908 (8e)       | 14e         | 7e                |
| 3  | Cercle Sportif Brugeois                   | 12   | Bruges     | croisement Gistelsesteenweg et Torhoutsesteenweg | 1899-1900 (16e)      | 16e         | 3e                |
| 4  | Football Club Brugeois                    | 3    | Bruges     | De Klokke                                        | 1898-1899 (17e)      | 18e         | 4e                |
| 5  | Daring Club de Bruxelles                  | 2    | Molenbeek  | chaussée de Jette, 501                           | 1903-1904 (12e)      | 12e         | 1er               |
| 6  | Racing Club de Bruxelles                  | 6    | Uccle      | Vivier d'Oie                                     | 1895-1896 (20e)      | 20e         | 5e                |
| 7  | Association Royale Athlétique La Gantoise | 7    | Gentbrugge | Stade Jules Otten                                | 1913-1914 (2e)       | 2e          | 10e               |
| 8  | Racing Club de Gand                       | 11   | Gand       | Emmanuel Hielstadion                             | 1911-1912 (4e)       | 5e          | 8e                |
| 9  | Racing Club de Malines                    | 24   | Malines    | Rode Kruisplein ?                                | 1919-1920 (1re)      | 3e          | Promotion : 2e    |
| 10 | Union Saint-Gilloise                      | 10   | Forest     | stade du Parc Duden                              | 1901-1902 (14e)      | 14e         | 2e                |
| 11 | Uccle Sport                               | 15   | Uccle      | chaussée de Ruisbroeck                           | 1919-1920 (1re)      | 1re         | Promotion : 1er   |
| 12 | Club Sportif Verviétois                   | 8    | Verviers   | ?                                                | 1912-1913 (3e)       | 10e         | 6e                |

### Localisations
| Antwerp Beerschot RC Gand La Gantoise RC Malines Bruxelles FC Brugeois CS Brugeois CS Verviers |

#### Localisation des clubs bruxellois
les 4 cercles bruxellois sont :
(7) Union SG
(10) Racing CB
Daring CB
Uccle Sport

## Déroulement de la saison
Comme si la guerre n'avait rien changé, on assiste de nouveau à un duel de bruxellois entre l'Union et le Daring en haut de la hiérarchie. Le Club Brugeois s'accroche et reste au contact des leaders.
Début février 1920, le Daring pense faire un grand pas vers le titre en s'imposant 1-0 contre l'Union. Deux semaines plus tard, les Saint-Gillois enterrent leurs prétentions en s'inclinant à domicile 0-1 contre le FC Brugeois. Le même jour, le Daring est battu 1-0 sur le terrain du CS Brugeois, permettant au « Club » de se rapprocher de la première place. Le 29 février 1920, le Daring dispute son dernier match face au RC de Gand, qui se solde sur un 0-0. Le FC Brugeois compte alors trois points de retard mais a également trois matches remis à jouer. Il les remporte tous et décroche ainsi le premier titre de champion de Belgique de son Histoire.

## Résultats

### Résultats des rencontres
Avec douze clubs engagés, 132 matches sont au programme de la saison. 
| Résultats (▼dom., ►ext.)                                   | ANT | BEE | CSB | FCB | DAR | RAC | USG | LAG | RCG | RCM | UCC | VER |
| Antwerp FC                                                 |     | 3-1 | 0-2 | 1-1 | 5-1 | 1-1 | 1-1 | 4-2 | 2-1 | 1-2 | 1-1 | 2-3 |
| Beerschot AC                                               | 0-1 |     | 3-0 | 3-2 | 2-3 | 1-0 | 0-3 | 6-2 | 4-1 | 2-1 | 2-0 | 3-1 |
| CS Brugeois                                                | 1-3 | 1-1 |     | 2-2 | 1-0 | 2-1 | 1-2 | 1-1 | 7-0 | 1-1 | 6-2 | 4-0 |
| FC Brugeois                                                | 4-0 | 2-1 | 2-0 |     | 4-2 | 4-2 | 2-1 | 7-0 | 1-1 | 3-0 | 8-0 | 4-1 |
| Daring CB                                                  | 2-1 | 3-1 | 3-2 | 3-2 |     | 4-2 | 1-0 | 5-0 | 2-0 | 1-1 | 2-2 | 1-0 |
| Racing CB                                                  | 1-4 | 1-2 | 3-2 | 2-3 | 1-6 |     | 1-4 | 6-1 | 3-2 | 0-2 | 2-4 | 3-3 |
| Union Saint-Gilloise                                       | 1-1 | 2-1 | 1-1 | 0-1 | 1-1 | 3-5 |     | 5-0 | 9-1 | 6-2 | 5-0 | 8-0 |
| ARA La Gantoise                                            | 1-2 | 1-1 | 4-1 | 3-1 | 0-2 | 1-1 | 0-2 |     | 0-3 | 1-3 | 3-2 | 1-1 |
| RC de Gand                                                 | 3-2 | 3-2 | 2-1 | 1-1 | 0-0 | 2-1 | 0-2 | 3-1 |     | 0-0 | 3-0 | 6-0 |
| RC de Malines                                              | 1-5 | 2-4 | 1-0 | 2-3 | 1-2 | 2-1 | 1-4 | 4-1 | 2-0 |     | 2-0 | 3-3 |
| Uccle Sport                                                | 2-4 | 1-1 | 1-2 | 1-2 | 0-0 | 4-3 | 1-5 | 3-2 | 0-1 | 1-2 |     | 2-1 |
| CS Verviétois                                              | 3-8 | 2-3 | 5-0 | 1-2 | 2-1 | 2-0 | 1-6 | 4-3 | 5-1 | 1-2 | 1-1 |     |
| - Victoire à domicile - Match nul - Victoire à l'extérieur |     |     |     |     |     |     |     |     |     |     |     |     |

### Classement final
| Rang | Équipe            | Pts | J  | G  | N | P  | Bp | Bc | Diff |
| ---- | ----------------- | --- | -- | -- | - | -- | -- | -- | ---- |
| 1    | FC BRUGEOIS       | 34  | 22 | 15 | 4 | 3  | 61 | 27 | +34  |
| 2    | Union St-Gilloise | 32  | 22 | 14 | 4 | 4  | 71 | 22 | +49  |
| 3    | Daring CB T       | 31  | 22 | 13 | 5 | 4  | 45 | 28 | +17  |
| 4    | Antwerp FC        | 27  | 22 | 11 | 5 | 6  | 52 | 35 | +17  |
| 5    | Beerschot AC      | 25  | 22 | 11 | 3 | 8  | 44 | 35 | +9   |
| 6    | RC de Malines     | 24  | 22 | 10 | 4 | 8  | 37 | 40 | -3   |
| 7    | RC de Gand        | 22  | 22 | 9  | 4 | 9  | 34 | 45 | -11  |
| 8    | CS Brugeois       | 19  | 22 | 7  | 5 | 10 | 38 | 38 | 0    |
| 9    | CS Verviétois     | 16  | 22 | 6  | 4 | 12 | 40 | 64 | -24  |
| 10   | Uccle Sport       | 13  | 22 | 4  | 5 | 13 | 28 | 58 | -30  |
| 11   | ARA La Gantoise   | 12  | 22 | 4  | 4 | 14 | 28 | 67 | -39  |
| 12   | Racing CB         | 9   | 22 | 3  | 3 | 16 | 40 | 59 | -19  |

Légende
- Champion de Belgique 1920

Abréviations
T : Tenant du titre 1914

 : nouveau venu depuis la saison précédente

### Meilleur buteur
Honoré Vlamynck (Daring) avec 26 buts. Il est le septième joueur belge à être sacré meilleur buteur.

#### Classement des buteurs
Le tableau ci-dessous reprend les quinze meilleurs buteurs du championnat, soit les joueurs ayant inscrit dix buts ou plus durant la saison.
| #   | Pays | Joueur              | Club                 | Buts | Matches joués |
| --- | ---- | ------------------- | -------------------- | ---- | ------------- |
| 1.  |      | Honoré Vlamynck     | Daring CB            | 26   | 21            |
| 2.  |      | Robert Coppée       | Union Saint-Gilloise | 23   | 17            |
| =.  |      | Félix Balyu         | FC Brugeois          | 23   | 22            |
| 4.  |      | Léon Vandevoorde    | FC Brugeois          | 22   | 22            |
| 5.  |      | François Verhoeven  | Uccle Sport          | 20   | 22            |
| 6.  |      | Mathieu Bragard     | CS Verviétois        | 19   | 20            |
| 7.  |      | Fernand Wertz       | Antwerp FC           | 17   | 22            |
| =.  |      | Maurice Bunyan      | R. Racing CB         | 17   | 22            |
| 9.  |      | Henri Larnoe        | Beerschot AC         | 15   | 22            |
| 10. |      | Achille Meyskens    | Union Saint-Gilloise | 14   | 17            |
| 11. |      | Germain Alleyn      | CS Brugeois          | 13   | 21            |
| 12. |      | Ivan Thys           | Beerschot AC         | 12   | 17            |
| =.  |      | Louis Vanderstraten | AA La Gantoise       | 12   | 18            |
| =.  |      | Jules Kerner        | RC de Gand           | 12   | 20            |
| =.  |      | François Dogaer     | RC Malines           | 12   | 22            |

## Récapitulatif de la saison
- Champion : FC Brugeois (1er titre)
- Sixième équipe différente à être sacrée championne
- Deuxième titre pour la Province de Flandre-Occidentale

| Région flamande (7)             | Région flamande (7) | Province de Brabant (4)      | Province de Brabant (4) | Région wallonne (1)    | Région wallonne (1) |
| ------------------------------- | ------------------- | ---------------------------- | ----------------------- | ---------------------- | ------------------- |
| Province d'Anvers               | 3                   | Région de Bruxelles-Capitale | 4                       | Province de Hainaut    | 0                   |
| Province de Flandre-Occidentale | 2                   | Province du Brabant flamand  | 0                       | Province de Liège      | 1                   |
| Province de Flandre-Orientale   | 2                   | Province du Brabant wallon   | 0                       | Province de Luxembourg | 0                   |
| Province de Limbourg            | 0                   |                              |                         | Province de Namur      | 0                   |

1. ↑  Au niveau footballistique, la province de Brabant est toujours unitaire malgré sa partition territoriale en 1995.

### Admission et relégation
En raison du « gel » des séries voulu par la Fédération belge, il n'y a ni relégué, ni promu cette saison.

### Débuts en Division d'Honneur
Un club fait ses débuts dans la plus haute division belge. Il est le 25e club différent à y apparaître.
- Uccle Sport est le 11e club de la province de Brabant (également 11e bruxellois) à évoluer dans la plus haute division division belge.

### Sociétés Royales: changements de noms
Dès l'immédiat après-guerre, plusieurs clubs parmi les plus anciens sont reconnus « Société Royale ». Ils adaptent leurs appellations respectives en vue de la saison suivante. Certains apposent le terme « Royal (R.) » ou « Koninklijke (K.) » devant leur nom, d'autres préfèrent placer la mention « SR » (pour « Société Royale ») ou « KM » (pour « Koninklijke Maatschappij ») derrière leur dénomination.
- L'Antwerp FC devient le Royal Antwerp Football Club.
- Le Daring CB devient le Daring Club de Bruxelles Société Royale.
- Le FC Brugeois devient le Royal Football Club Brugeois.

### Bilan de la saison
| Championnat de Belgique de football 1919-1920 |                         |
| Champion                                      | FC Brugeois (1er titre) |
| Dauphin                                       | Union Saint-Gilloise    |
| Promotions et relégations                     |                         |
| Promus en Division d'Honneur                  | aucun                   |
| Relégués en Promotion                         | aucun                   |